# Liste der geschützten Landschaftsbestandteile in Dortmund
Die Liste der geschützten Landschaftsbestandteile in Dortmund enthält die geschützten Landschaftsbestandteile im Gebiet der Stadt Dortmund in Nordrhein-Westfalen aus dem Landschaftsplan von 2020.
| Bild            | Nummer | ex    | Bezirk                   | Name                                                                                      | Standort | Stammumfang                          | Lange    | Fläche    |
| --------------- | ------ | ----- | ------------------------ | ----------------------------------------------------------------------------------------- | --- | ------------------------------------ | -------- | --------- |
|                 | LB-001 | LB001 | Mengede                  | Reihe aus 9 Pappeln                                                                       | Nordöstlich Im Dahl | 140–160 cm                           |          | 2682 m²   |
|                 | LB-002 | LB002 | Mengede                  | 9 Silberweiden, 1 Stieleiche                                                              | Nordöstlich Im Dahl | 200–300 cm                           |          | 2452 m²   |
|                 | LB-003 | LB004 | Mengede                  | Platanenallee (AL-DO-6001)                                                                | Nierhausstraße | 150 cm                               | 325 m    | 4658 m²   |
|                 | LB-004 | LB007 | Mengede                  | Reihe aus 16 Kopfeschen                                                                   | Westlich NSG Groppenbruch | 90–150 cm                            |          | 2361 m²   |
|                 | LB-005 | LB009 | Mengede                  | 6 Kopfweiden / 1 Kopfpappel / Erlengebüsch                                                | Südlich Groppenbrucher Str. | 140–160 cm                           |          | 7380 m²   |
|                 | LB-006 |       | Eving                    | Gehölzstreifen mit Kopfpappeln                                                            | Heinrich-Heine-Str. |                                      |          | 1882 m²   |
|                 | LB-007 |       | Eving                    | Tümpel, Kopfweiden und Gebüsch                                                            | Heunerhof, Wülferichstr. | 140–160 cm                           |          | 746 m²    |
|                 | LB-008 | LB021 | Eving                    | 2 Kopfweiden / 3 Kopfpappeln                                                              | An d. Kemna (Westseite) | 70–500 cm                            |          | 850 m²    |
|                 | LB-009 | LB023 | Eving                    | Oberer Dorfbach mit Silberweiden, Kopfweiden und Pappeln                                  | Auf dem Gummel | 180–200 cm                           | 10.764 m | 32.987 m² |
|                 | LB-010 | LB026 | Scharnhorst              | 4 Kopfweiden                                                                              | Südlich Auf dem Brink | 120–150 cm                           |          | 612 m²    |
|                 | LB-011 | LB027 | Scharnhorst              | Feuchtweide mit Pappeln / Weiden / 20 Erlen / 7 Kopfweiden (GB-4411-201)                  | Kümpersiepen östlich Kümper Heide | 120–200 cm                           |          | 19.850 m² |
|                 | LB-012 | LB029 | Scharnhorst              | 1 Pappel / 4 Silberweiden / 2 zweistämmige Weiden                                         | Leideckerweg | 130–510 cm                           |          | 1062 m²   |
|                 | LB-013 | LB030 | Scharnhorst              | Allee aus 34 Platanen (AL-DO-0093)                                                        | Woldemey | 300 cm                               | 370 m    | 6083 m²   |
|                 | LB-014 | LB033 | Scharnhorst              | Feuchtgebiet mit Gebüsch (GB-4411-209)                                                    | Südwestfuß der Halde Gneisenau |                                      |          | 9667 m²   |
|                 | LB-015 | LB034 | Scharnhorst              | Kopfweidengruppe                                                                          | Am Hostedder Berg, nördlich Derner Str.                                                                                                | 140–160 cm                           |          | 553 m²    |
|                 | LB-016 | LB037 | Scharnhorst              | Feuchtgebiet mit Blänken und Gehölzgruppe                                                 | Flughafenstraße (Ostseite) |                                      |          | 21.043 m² |
| LB-020 · LB-020 | LB-020 | LB047 | Mengede                  | Platanenallee (2 Teilstücke)                                                              | Schloßstr. ⊙ | bis 300 cm                           | 1345 m   | 22.833 m² |
|                 |        | LB003 | Mengede                  | 2 Kopfweiden                                                                              | östlich Im Dahl, im Bereich Brüninghausen                                                                                              | 150 cm                               |          |           |
|                 |        | LB005 | Mengede                  | Wald-/Teichkomplex                                                                        | westlich der A 45 (Stadtgrenze Recklinghausen)                                                                                         | 1 ha                                 |          |           |
|                 |        | LB006 | Mengede                  | Flurgehölz mit Bergahorn, Silberweiden, Stieleichen, Schwarzer Holunder                   | Bereich Mengede, Westseite der Waltroper Straße                                                                                        | 1000 m²                              |          |           |
|                 |        | LB008 | Mengede                  | 10 Kopfpappeln                                                                            | nördlich Groppenbrucher Straße in der Nähe des Groppenbaches                                                                           | 20–160 cm                            |          |           |
|                 |        | LB010 | Mengede                  | Weißdornbäume                                                                             | im Bereich Groppenbruch, nördlich der Straße Königsheide 62 (Zufahrt)                                                                  | 120 cm                               |          |           |
|                 |        | LB011 | Mengede                  | Kopfpappelngruppe                                                                         | im Bereich Groppenbruch, westlich Im Siesack (südlich Königsheide)                                                                     | 200–250 cm                           |          |           |
|                 |        | LB012 | Mengede                  | Kopfpappeln in Baumreihe                                                                  | innerhalb einer Baumreihe im Bereich Groppenbruch, westlich Im Siesack, gegenüber Haus Nr. 24                                          | 350–400 cm                           |          |           |
|                 |        | LB013 | Mengede                  | Kopfpappelnreihe                                                                          | im Bereich Schwieringhausen westlich Alfred-Lange-Straße (gegenüber Haus Nr. 69) ⊙                                                     | 20–160 cm                            |          |           |
|                 |        | LB014 | Eving                    | Teich                                                                                     | Im Bereich des Waldes "Holzkamp" | 50 m²                                |          |           |
|                 |        | LB015 | Mengede                  | Kopfpappelreihe                                                                           | im Bereich Brechten West, südlich Gärtnerei an der Straße "Schiffhorst"                                                                |                                      |          |           |
|                 |        | LB016 | Eving                    | kleiner Tümpel                                                                            | im Bereich Brechten, Westseite der Evinger Straße südlich der A 2 mit Feuchtgräsern und Binsen im Uferbereich                          | 25 m²                                |          |           |
|                 |        | LB017 | Mengede                  | 5 Kopfpappelnreihe                                                                        | im Bereich Brechten Ost, nördlich der Straße "Wulfskamp", östlich der B 236n                                                           | 180–240 cm                           |          |           |
|                 |        | LB018 | Eving                    | Baumbestände, Obstbaumwiese, Niederhecken, Weiher                                         | im Bereich Brechten, an der Straße Wiedbusch + westlich der Straße Auf dem Grummel                                                     | 43 ha                                |          |           |
|                 |        | LB019 | Eving                    | 4 Kopfweiden                                                                              | im Bereich Brechten, südlich Wnlferichstraße                                                                                           | 140–160 cm                           |          |           |
|                 |        | LB020 | Eving                    | 1 Kopfpappel                                                                              | Im Bereich Brechten an der Einmündung Auf der Kemna in die Straße Auf dem Gummel                                                       | 400 cm                               |          |           |
|                 |        | LB022 | Eving                    | Baumgruppe aus 6 Kopfweiden am Bachlauf                                                   | im Bereich Brechten, östlich der des Zulaufs zum Dorfbach                                                                              | 60–140 cm                            |          |           |
|                 |        | LB029 | Scharnhorst              | 1 Pappel/4 Silberweiden/2 zweistämmige Weiden                                             | Bereich Derne, südlich der A 2 an der Westseite des Leideckerweges                                                                     | 130–510 cm                           |          |           |
|                 |        | LB024 | Eving                    | 14 Kopfweiden/8 Weiden/1 Kopfpappel                                                       | entlang des Dorfbaches / östlich der Straße An der Kemna                                                                               | 60–500 cm                            |          |           |
|                 | LB-025 | LB056 | Eving                    | Baumgruppe (21 Rotbuchen, davon 4 abgängige und 3 Hainbuchen)                             | Nordfriedhof (Flächengröße korrigiert) ⊙                                                                                               | 220 cm                               |          | 1200 m²   |
|                 |        | LB025 | Eving                    | Siepen                                                                                    | Bereich Kemminghausen, westlich Brechtener Straße/nördlich der Straße Auf der Wenige                                                   | 2,4 ha                               |          |           |
|                 |        | LB028 | Scharnhorst              | Gehölzbestand                                                                             | Bereich Derne Nord, östlich der Altenderner Straße                                                                                     | 0,5 ha                               |          |           |
|                 |        | LB031 | Scharnhorst              | Tümpel                                                                                    | im Bereich Derne, westlich der Walther-Kohlmannstraße, südlich Auffahrt B 236n                                                         | 100 m²                               |          |           |
| LB-032          | LB-032 | LB065 | Lütgendortmund           | Auenbereich des Katzbachs (GB-4410-414)                                                   | Volksgarten Lütgendortmund ⊙ |                                      |          | 22.537 m² |
|                 |        | LB032 | Scharnhorst              | Geländeeinschnitt mit Flurgehölzen (Stieleiche, Birke, Vogelkirsche)                      | Bereich Kirchderne, östlich Walther Kohlmannstraße/nördlich Kemminghauser Straße                                                       | 0,2 ha                               |          |           |
| LB-033          | LB-033 | LB066 | Lütgendortmund           | Roteichenallee                                                                            | Westricher Str. ⊙ | 120 cm                               | 365 m    | 5596 m²   |
| LB-034          | LB-034 | LB067 | Lütgendortmund           | Waldsiepen (Roteiche, Stieleiche, Buche) mit Bachlauf und zwei Teichen                    | Brandheidebach ⊙ |                                      |          | 38.798 m² |
| LB-035          | LB-035 | LB068 | Lütgendortmund, Huckarde | Wideybachtal mit Hochstaudenfluren und Seggenbeständen im Talgrund (GB-4410-0004)         | Am Nordrand von Westrich ⊙ |                                      |          | 49.262 m² |
|                 |        | LB035 | Scharnhorst              | Kopfweidenreihe                                                                           | Bereich Kirchderne, nördlich Derner Straße, östlich B 236n im Bereich einer Hoflage                                                    | 120–140 cm                           |          |           |
|                 |        | LB036 | Scharnhorst              | Gehölzgruppe mit Brachland und eingestreuten Feuchtflächen                                | Bereich Scharnhorst, nördlich der Straße "Sanderoth"                                                                                   | 7 ha                                 |          |           |
|                 |        | LB038 | Scharnhorst              | Flurgehölz (u. a. mit Spitzahorn, Stieleichen etc.)                                       | im Bereich Grevel, an der Nordseite der Straße "In der Liethe"                                                                         | 0,3 ha                               |          |           |
|                 |        | LB039 | Scharnhorst              | Pappelgruppe                                                                              | im Bereich Grevel, östlich der Straße "Am Brandhof"                                                                                    | 280 und 380 cm                       |          |           |
|                 |        | LB040 | Scharnhorst              | Lindenallee, darunter 1 Kastanie und 1 Platane (+Neupflanzungen)                          | im Bereich Grevel, westlich Greveler Straße, beidseitig der Zufahrt zum Haus Grevel                                                    | 170–200 cm                           |          |           |
|                 |        | LB041 | Scharnhorst              | Feuchtgebiet, Feuchtgebiet und Gehölzgruppen                                              | im Bereich Lanstrop, nordwestlich Kornmühlenweges                                                                                      | 2,6 ha                               |          |           |
|                 |        | LB042 | Scharnhorst              | Quellbereich des Ramsloher Baches mit Weidenbäumen                                        | im Bereich Lanstrop, nördlich des Weges Scheitenskamp                                                                                  | 440–594 cm                           |          |           |
|                 |        | LB043 | Scharnhorst              | Kopfweidengruppe                                                                          | im Bereich Lanstrop am Ramsloher Weg                                                                                                   | 140–200 cm                           |          |           |
|                 |        | LB044 | Scharnhorst              | Teich (Feuerlöschteich)                                                                   | im Umland im Bereich Kurler Busch, nördlich Kurl                                                                                       | 2,2 ha                               |          |           |
|                 |        | LB045 | Scharnhorst              | Waldteich                                                                                 | im Bereich Kurler Busch, nördlich Kurl                                                                                                 | 1,7 ha                               |          |           |
|                 |        | LB046 | Mengede                  | Tümpel                                                                                    | Bereich Bodelschwingh, Bodelschwingher Bach, westlich der A 45                                                                         | 1000 m²                              |          |           |
|                 |        | LB048 | Mengede                  | Bachsiepen mit vorhandenem Bewuchs als Wald (Buchen, Eschen)                              | Bereich Bodelschwingh, im Waldgebiet südlich Schloßstraße an der Stadtgrenze zu Castrop-Rauxel                                         | 1 ha                                 |          |           |
|                 |        | LB049 | Mengede                  | Kopfweidenreihe                                                                           | Bereich Westerfilde, südlich der Straße Mosselde am Frohlinder Bach                                                                    | 120–140 cm                           |          |           |
|                 |        | LB050 | Mengede                  | Feldulmenallee                                                                            | Bereich Westerfilde entlang der Brietenstraße von der Kreuzung mit der Hubertusstraße bis zur Autobahnmeistereizufahrt Westerwikstraße | 240 cm                               |          |           |
|                 |        | LB051 | Mengede                  | Trauerweide                                                                               | im Bereich Nette, an der Westseite der Haberlandstraße gegenüber Mergelkuhle                                                           | 300 cm                               |          |           |
|                 |        | LB052 | Mengede                  | Platanenallee                                                                             | im Bereich Nette, Bodelschwinger Straße                                                                                                | 210 cm                               |          |           |
|                 |        | LB053 | Mengede                  | Baumgruppe (Stieleichen)                                                                  | im Bereich Nette, Mengeder Straße (Ehrendenkmal)                                                                                       | 280–300 cm                           |          |           |
|                 |        | LB054 | Mengede                  | Feuchtgebiet und Wäldchen                                                                 | im Bereich Nette, westlich der Storchstraße, nördlich des Nettebaches                                                                  | 2,6 ha                               |          |           |
|                 |        | LB055 | Eving                    | Feuchtgebiet                                                                              | zwischen der Ellinghauser Straße und der Alten Ellinghauser Straße (eingezäunt, Flächengröße korrigiert)                               | 6,5 ha                               |          |           |
|                 |        | LB057 | Scharnhorst              | Platanenreihe                                                                             | Bereich Scharnhorst, an der Ostseite Rüschenbrinkstraße                                                                                | 250 cm                               |          |           |
|                 |        | LB058 | Scharnhorst              | Tümpel                                                                                    | im Bereich Kirchderne, östlich B 236n, in Höhe "Karmsche Heide", südlich der Straße Baukamp                                            | 2500 m²                              |          |           |
|                 |        | LB059 | Scharnhorst              | Wasserlauf mit Schilfbestand                                                              | entlang des Grabens im Bereich südlich Scharnhorst, westlich des NSG "Alte Körne"                                                      | 0,25 ha                              |          |           |
|                 |        | LB060 | Scharnhorst              | Wallhecke (Stieleichen, Pappeln, Rotbuchen, Silberweiden, Sträucher)                      | im Bereich südwestlich von Husen, östlich Asselner Bach                                                                                | 2600 m                               |          |           |
|                 |        | LB061 | Scharnhorst              | Teich                                                                                     | Bereich Husen, Wickeder Holz, westlich Wickeder Straße                                                                                 | 6500 m²                              |          |           |
|                 |        | LB062 | Mengede                  | Ruderalgesellschaft anthropogen überformter Standorte                                     | Bereich Bodelschwingh, an der Straße Wachteloh im Bereich von Gleisanlagen                                                             | 8,1 ha                               |          |           |
|                 |        | LB063 | Lütgendortmund           | Waldstreifen mit Siepen (Eiche, Buche, Hainbuche) mit Siepen (Gehölzstreifen)             | im Bereich Holte östlich Haus Holte | 16.250 m²                            |          |           |
|                 |        | LB064 | Lütgendortmund           | Bachsiepen                                                                                | westlich der Provinzialstraße | 1 ha                                 |          |           |
|                 |        | LB069 | Huckarde                 | Baumgruppe aus Eschen                                                                     | im Revierpark Wischlingen an der Nordwestecke des großen Teiches                                                                       | 350–400 cm                           |          |           |
|                 |        | LB070 | Huckarde                 | Kleingewässer (mit Röhrichtbestand in den Uferbereichen und angrenzendem Weidengehölz)    | südwestlich Ellinghauser Straße | 2,2 ha                               |          |           |
|                 |        | LB071 | Huckarde                 | ehemalige Flotationsteiche                                                                | im Bereich Deusen, nördlich Parsevalstraße, östlich der Emscher                                                                        | 6,8 ha                               |          |           |
|                 |        | LB072 | Innenstadt-Nord          | Baumgruppe aus 7 Platanen                                                                 | im Bereich des Klinikzentrums Nord südlich der Beethovenstraße                                                                         | 260 cm                               |          |           |
|                 |        | LB073 | Huckarde                 | Teich mit umgrenzenden, brachgefallenen Grünlandstreifen                                  | im Bereich Wischlingen zwischen Roßbach und OW                                                                                         | 0,8 ha                               |          |           |
| weitere Bilder  | LB-039 | LB074 | Lütgendortmund           | Alleen, Wald- und Parkgelände (AL-DO-0072)                                                | Haus Dellwig ⊙ | 64.938 m²                            |          |           |
|                 |        | LB075 | Scharnhorst              | Alter Friedhof Dorstfeld (Buchen, Eschen, Kastanien, Ahorne, Linden)                      | im Bereich Dorstfeld zwischen Wittener Straße und Twerskuhle ⊙                                                                         | 4,4 ha                               |          |           |
|                 |        | LB076 | Innenstadt-West          | Hecke (Maulbeerbaum, Weißdorn, Holunder, Kirsche)                                         | im Bereich Dorstfeld, westlich der Kleingärtneranlage Wiesengrund                                                                      | 7–15 m hoch,7–10 m breit, 200 m lang |          |           |
| weitere Bilder  | LB-041 | LB077 | Innenstadt-West          | Platanenallee (AL-DO-6007)                                                                | Südwestfriedhof ⊙ | 280 cm                               | 280 m    | 7200 m²   |
|                 |        | LB078 | Lütgendortmund           | Platanen                                                                                  | entlang der Schorlandstraße/Somborner Straße                                                                                           | 200 cm                               |          |           |
|                 |        | LB079 | Lütgendortmund           | Feuchtgebiet                                                                              | im Bereich Somborn, südöstlich der Bahnlinie                                                                                           | 0,3 ha                               |          |           |
|                 |        | LB080 | Lütgendortmund           | Stieleiche                                                                                | im Bereich Kley, nördlich der Kleybergstraße                                                                                           | 230 cm                               |          |           |
|                 |        | LB081 | Lütgendortmund           | Baumgruppe aus Eschen                                                                     | im Bereich Kley, am Waldrand der Westseite des Sportplatzes im Dorney-Wald                                                             | 350–360 cm                           |          |           |
|                 |        | LB082 | Lütgendortmund           | Nördlicher Dorneywald (Bärlauch-Buchwald)                                                 | im Bereich Kley | 5,4 ha                               |          |           |
|                 |        | LB083 | Innenstadt-West          | Baumgruppe aus Bergulmen                                                                  | am Nordwestrand der Kleingärtneranlage am Krückenweg                                                                                   | 200 und 240 cm                       |          |           |
|                 |        | LB084 | Innenstadt-West          | Feuchtgebiet in der Bolmke                                                                | zwischen Krückenweg und Emscher südlich der Kleingärtneranlage                                                                         | 0,9 ha                               |          |           |
|                 |        | LB085 | Innenstadt-West          | Vogelschutzgehölz am Steinklippenweg                                                      | südwestlich des Westfalenparks, zwischen Steinklippenweg und Bahnlinie                                                                 | 1,5 ha                               |          |           |
|                 |        | LB086 | Innenstadt-Nord          | Hoesch-Gelände südlich Kirchderner Wäldchen                                               | südlich der Franz-Zimmer-Siedlung | 8,4 ha                               |          |           |
| weitere Bilder  |        | LB087 | Innenstadt-Ost           | Ostfriedhof (hauptsächlich Rosskastanie, Linde, Hainbuche, Platane)                       | Ostenfriedhof | 15,5 ha                              |          |           |
|                 |        | LB088 | Brackel                  | Winterlindenallee                                                                         | westlich des Hauptfriedhofs auf dem Mittelstreifen der Straße "Auf dem Hohwart"                                                        | 280 cm                               |          |           |
| LB-089          | LB-089 |       | Hombruch                 | Quellbereich an der Sturzquelle des Rombergsiepens (GB-4510-826)                          | Rombergpark ⊙ |                                      |          | 1447 m²   |
|                 |        | LB089 | Brackel                  | Baumreihe aus Winterlinden                                                                | an den Parkplätzen beiderseits der Straße "Auf dem Hohwart" an der Westseite der Straße "Am Gottesacker"                               | 280 cm                               |          |           |
|                 |        | LB090 | Brackel                  | Trauerweide                                                                               | auf dem Gelände des Hauptfriedhofes | 380 cm                               |          |           |
|                 |        | LB091 | Brackel                  | Rotbuchenallee                                                                            | auf dem Gelände des Hauptfriedhofes | 250 cm                               |          |           |
|                 |        | LB092 | Brackel                  | Hainbuchenallee                                                                           | auf dem Gelände des Hauptfriedhofes | 150 cm                               |          |           |
|                 |        | LB093 | Brackel                  | Gehölzbestände, Wiesen und Hochstaudenfluren                                              | östlich der Straße Buddenacker | 5,3 ha                               |          |           |
|                 |        | LB094 | Brackel                  | Alter Bahndamm an der Buddinkstraße                                                       | in Neuasseln, südlich der Aplerbeckerstraße                                                                                            | 1,5 ha                               |          |           |
|                 |        | LB095 | Brackel                  | Wäldchen südlich des Wickeder Holzes (Eichen, Buchen, Eschen)                             | in Asseln, westlich der Eichwaldstraße                                                                                                 | 3,5 ha                               |          |           |
|                 |        | LB096 | Brackel                  | Gehölzbestände und Hecken (u. a. Stieleichen, Kopfpappeln und -weiden, Eschen) und Hecken | im Bereich Wickede, östlich der Eichwaldstraße                                                                                         | 27,4 ha                              |          |           |
|                 |        | LB097 | Brackel                  | Bach mit Schilfsaum                                                                       | in Wickede, östlich der Wickeder Straße                                                                                                | 1,3 ha                               |          |           |
|                 |        | LB098 | Brackel                  | Alte Märsch Hecken- (meist Weißdorn) und Wallheckenbestände                               | im Bereich Wickede, südwestlich der Wasserkurler Straße                                                                                | 13,3 ha                              |          |           |
|                 |        | LB099 | Brackel                  | Hecke und Kleingewässer                                                                   | im Bereich Wickede, südlich der Wasserkurler Straße                                                                                    | 0,5 ha                               |          |           |
|                 |        | LB100 | Brackel                  | Baumgruppe aus Rosskastanien                                                              | an der Eichendorffstraße nördlich des Wambeler Hellwegs                                                                                | 310 cm                               |          |           |
|                 |        | LB101 | Lütgendortmund           | Meilengraben westlich Hauert                                                              | zwischen dem Meilengraben, der Wittener Straße, der Straße "Hauert" und der S-Bahnlinie                                                | 10,4 ha                              |          |           |
|                 |        | LB103 | Aplerbeck                | "Archenbecke"/"Am Büter"                                                                  | Schüren, nördlich der Gevelsbergstraße                                                                                                 | 2,63 ha                              |          |           |
|                 |        | LB104 | Aplerbeck                | Vogelschutzgehölz und Brachflächen                                                        | Aplerbeck, zwischen der Schleefstraße / Köln-Berliner-Straße und B 1                                                                   | 1,54 ha                              |          |           |
|                 |        | LB105 | Aplerbeck                | Lindenallee                                                                               | Sölde, Friedhof westlich der Sölder Straße                                                                                             | 160                                  |          |           |
|                 |        | LB106 |                          | Kopfweide                                                                                 | im Bereich Holzen nördlich des Gutes Steinhausen                                                                                       |                                      |          |           |
|                 |        | LB107 | Hombruch                 | Graben "Hauert"                                                                           | zwischen der Eichlinghofer Straße und der Straße "Hauert"                                                                              | 1,55 ha                              |          |           |
|                 |        | LB108 | Hombruch                 | Rahmkebachtal Landschaftspark                                                             | Im Bereich Eichlinghofen, südlich der Universitätsstraße                                                                               | 22,3 ha                              |          |           |
|                 |        | LB109 | Hombruch                 | Landschaftskulturpark "Rahmkebach"                                                        | im Bereich Barop, nördlich und südlich der Ostenbergstraße                                                                             | 6 ha                                 |          |           |
|                 |        | LB110 | Hombruch                 | Pferdebachtal                                                                             | Hacheney, Rombergpark | 1,84 ha                              |          |           |
| LB-111          | LB-111 |       | Lütgendortmund           | Spitzahorn-Allee (35 Bäume) (AL-DO-0017)                                                  | Idastr. südlich Martener Str. ⊙ | 130 cm                               | 175 m    | 2896 m²   |
|                 |        | LB111 | Aplerbeck                | Gehölzgruppe, aufgelassene Obstwiese + Gehölzbestände                                     | Berghofen, südlich der Supkestraße, westlich der B 236n                                                                                | 0,25 ha                              |          |           |
|                 |        | LB112 | Aplerbeck                | Schwarzpappelgruppe                                                                       | Osterbruch, östlich der Abteistraße | 400–500 cm                           |          |           |
|                 |        | LB113 | Aplerbeck                | Brachfläche mit Hecken und Feuchbereichen                                                 | Sölde, nordöstlich der Veillinghauser Straße                                                                                           | 7,2 ha                               |          |           |
|                 |        | LB114 | Hombruch                 | Weidengehölzstreifen (aus überwiegend Baum und Strauchweiden)                             | Salingen, nördlich der Baroper Straße                                                                                                  | zum Teil mehrstämmig                 |          |           |
|                 |        | LB115 | Hombruch                 | Breddegraben                                                                              | Menglinghausen, südwestlich der Gustav-Korthen-Allee                                                                                   | 2,6 ha                               |          |           |
|                 |        | LB116 | Hombruch                 | Steilhang der Schondelle                                                                  | Lücklemberg, westlich der Straße "Heiduferweg" und nördlich der Straße "Auf der Telge"                                                 | 0,57 ha                              |          |           |
|                 |        | LB117 | Hörde                    | Quelle der Schondelle                                                                     | Wellinghofen, westlich der Preinstraße (Stadtbezirk Höchsten)                                                                          | 0,4 ha                               |          |           |
|                 |        | LB118 | Hörde                    | Platanenallee                                                                             | Benninghofen, Benninghofer Straße zwischen den Straßen "Auf dem Mühlenhofe und "Roter Weg"                                             | 260 cm                               |          |           |
|                 |        | LB119 | Hörde                    | Kopfweidenreihe und Nasswiese                                                             | Benninghofen, nördlich und südlich des Niederhofer Kohlenweges im Stadtbezirk Höchsten                                                 | 140 cm                               |          |           |
|                 |        | LB120 | Aplerbeck                | Erlen-Auenbereich mit Feuchtwiesen und Erlenbruch                                         | Berghofer Mark, südlich der Wittbräuker Straße                                                                                         | 1,2 ha                               |          |           |
|                 |        | LB121 | Aplerbeck                | Streuobstwiese                                                                            | Aplerbeck, westlich der Herrenstraße                                                                                                   | 0,5 ha                               |          |           |
|                 |        | LB122 | Aplerbeck                | Feuerlöschteich Gut Ostberge                                                              | Ostberge, am Gut Ostberge | 0,25 ha                              |          |           |
|                 |        | LB123 | Aplerbeck                | Dornbuschsiepen                                                                           | Sölderholz, westlich der Stallbaumstraße                                                                                               | 0,14 ha                              |          |           |
|                 |        | LB124 | Hombruch                 | Teich am Kruckeler Bach                                                                   | Kruckel, nördlich der Kruckeler Straße                                                                                                 | 0,75 ha                              |          |           |
|                 |        | LB125 | Hombruch                 | Teiche am Silberkamp                                                                      | Großholthauser Mark, östlich der Straße "Silberkamp", im Siepen des Kruckeler Baches                                                   | 0,46 ha                              |          |           |
|                 |        | LB126 | Hombruch                 | Ossenbrinksiepen                                                                          | Löttringhausen, südwestlich der Hellerstraße                                                                                           | 1,35 ha                              |          |           |
|                 |        | LB127 | Hombruch                 | Hülsenwald im Dortmunder Stadtforst                                                       | Bittermark, westlich der Ruhrwaldstraße                                                                                                | 6,61 ha                              |          |           |
|                 |        | LB128 | Hörde                    | Wulfsiepen                                                                                | Höchsten/Holzen, zwischen der Wittbräuker Straße und der Straße "Wulfsiepen" in Höchsten                                               | 2,25 ha                              |          |           |
|                 |        | LB129 | Hörde                    | Stieleichengruppe                                                                         | Holzen, westlich der Straße "Feldmark", nördlich des Heideweges                                                                        | 240                                  |          |           |
|                 |        | LB130 | Hombruch                 | Teiche an der Spissenagelstraße                                                           | Bittermark, südlich der Spissenagelstraße                                                                                              | 2,3 ha                               |          |           |
|                 |        | LB131 | Hombruch                 | Rotbuche                                                                                  | Schanze, nördlich der Straße "Am Ossenbrink"; Baum steht inmitten einer Weide                                                          | 420 cm                               |          |           |
|                 |        | LB132 | Hörde                    | Niedermoor im Fürstenbergholz                                                             | im Fürstenbergholz, westlich der Wittbräuker Straße                                                                                    | 3 ha                                 |          |           |
|                 |        | LB133 | Hörde                    | Waldwiese mit Quelle des Wannebaches                                                      | Syburg, nördlich der Hohensyburgstraße in Höchsten                                                                                     | 0,3 ha                               |          |           |
|                 |        | LB134 | Hörde                    | Oberes und Mittleres Wannebachtal                                                         | Syburg, nördlich und südlich der Wannestraße                                                                                           | 15,4 ha                              |          |           |
|                 |        | LB135 | Hörde                    | Orchideenwiese im unteren Wannebachtal                                                    | Syburg, östlich der BAB 45 | 2,4 ha                               |          |           |
|                 |        | LB136 | Hörde                    | Kopfweidengruppe                                                                          | Holzen, nördlich des Steinhauser Weges; Bäume stehen mitten in einer Weide                                                             | 250 cm                               |          |           |
|                 |        | LB137 | Hörde                    | Oberlauf des Gankelbaches                                                                 | Holzen, zwischen Syburger Straße und Steinhäuser Weg in Höchsten                                                                       | 1,2 ha                               |          |           |
|                 |        | LB138 | Hörde                    | Sommerlindenallee und 2 Kopfweidengruppe                                                  | Steinhauser Weg in Höchsten | 180 cm                               |          |           |